# História da República da China (1912–1949)
A República da China (em chinês tradicional: 中華民國, chinês simplificado: 中华民国, pinyin: Zhōnghuá Mínguó), ou como é chamado na China de Era Republicana (民国时期), foi um período histórico na China, quando o Governo da República da China situado hoje em Taiwan, controlou a China Continental, de 1º Janeiro de 1912 até 7 de Dezembro de 1949. O período republicano, chamado hoje em Taiwan de Período Continental (大陆时期), foi uma etapa de grandes mudanças políticas, econômicas e sociais, marcada desde a Revolução Xinhai em 10 de Outubro de 1911, com a fundação da República da China em 1912, a brusca volta da monarquia por parte de Yuan Shikai em 1915 e a Era dos senhores da guerra como consequência da restauração. A segunda metade do período também foi protagonizado pela divisão do Partido Nacionalista da China, entre a facção direita com o Governo Nacional em Nanquim de Chiang Kai-shek, a facção esquerda sediada no Governo Nacional de Wuhan e liderada por Wang Jingwei, e por fim, o Partido Comunista da China que saiu do Partido Nacionalista para formar seu próprio governo e entidade politica a partir de 1º de Agosto de 1927, ínicio da Guerra Civil Chinesa. Após a vitória dos comunistas na guerra civil em 1949, sob a liderança de Mao Zedong, se pôs fim ao regime republicano no continente chinês, com a proclamação da nova República Popular Chinesa. O exército comunista, no entanto, nunca conseguiu ocupar a ilha de Taiwan, única província chinesa na qual se manteve até a atualidade o regime da República da China.
Antes da fundação da República da China, a China era governada pela Dinastia Qing. Em 10 de Outubro de 1911 eclode a Revolta de Wuchang em Wuhan, que era de caracter pró-Tongmenghui; Em Dezembro de 1911 a cidade de Nanquim é capturada e um governo provisório é criado lá, onde Sun Yat-sen, líder do Tongmenghui, é empossado como o primeiro presidente da República da China, e em 1º de Janeiro de 1912, proclama-a. Em Março de 1912, Sun Yat-sen, em troca da paz, entregou a presidência para o general Qing, Yuan Shikai, que forçou o imperador Pu Yi a renunciar; Yuan Shikai moveu a capital para Pequim e dissolveu a Assembléia Nacional em Nanquim, majoritariamente formado por membros do Partido Nacionalista da China, sucessor do Tongmenghui, que rapidamente se mobilizaram, acusando Shikai de tirania, declarando a Segunda Revolução. Yuan Shikai em 1915 proclamou o Império da China e os nacionalistas novamente se mobilizaram e deram inicio a Guerra de Proteção Nacional que acabou forçando Shikai a dissolver o império e renunciar a presidência. Após a morte de Yuan Shikai em 1916, seu Exército de Beiyang se dividiu em várias facções que viraram camarilhas que tomaram conta do governo chinês, no que ficou conhecido como Governo de Beiyang. O Partido Nacionalista da China se reorganizou no sul da China em 1917, e deu ínicio a "terceira revolução", chamada de Movimento de Proteção Constitucional, criando a Junta de Proteção Constitucional que mais tarde em 1921 virou o Governo da República da China em Guangzhou. Durante este periodo, as facções e exércitos na China se baseavam em:
- Governo dos Senhores da Guerra (Beiyang): Baseado em Pequim, este governo era controlado, essêncialmente, pelos "senhores da guerra". Generais do antigo Exército de Beiyang de Yuan Shikai, agora morto, que se dividiram e passaram a controlar provincias chinesas e lutar entre sí em uma período de guerra civil que durou de 1916 até 1928.
- Governo da República da China em Guangzhou (Nacionalistas): O Partido Nacionalista, liderada por Sun Yat-sen, criou um governo paralelo no sul da China, e tinha como objetivo dissolver o Governo dos Senhores da Guerra e reunificar a China sob o controle do Partido Nacionalista e implementar a Ideologia Socialista do Kuomintang.

Este Governo em Guangzhou foi um estado revolucionário que formaria em 1927 o atual governo da República da China, mas antes disso, em 1925, o líder nacionalista, Sun Yat-sen, morreu, e o Partido Nacionalista passou a ser liderado pelo general do Exército Revolucionário, Chiang Kai-Shek, que era de direita e tinha muitas desavenças com a esquerda do partido, o que incluía também os comunistas, que desde 1921, faziam parte do Partido Comunista da China, que era integrado ao Partido Nacionalista. Depois do episódio conturbado do Massacre de Xangai em Abril de 1927, a facção esquerda expulsou Chiang Kai-Shek do partido e moveu a capital do governo revolucionário de Guangzhou para Wuhan, com apoio comunista. No entanto, Chiang Kai-Shek ainda possuia o controle do Exército, e capturou a cidade de Nanquim dos senhores da guerra e fundou lá um governo paralelo, esta divisão ficou conhecida como Divisão Nanjing-Wuhan:
- Governo Nacional de Wuhan: Sediado na cidade de Wuhan, em Hubei, liderado por Wang Jingwei, era o governo da facção esquerda do Partido Nacionalista e pelo Partido Comunista, formado em Setembro de 1926 após a expulsão de Chiang Kai-Shek do partido.
- Governo Nacional da República da China: Sediado em Nanquim, era o governo formado por Chiang Kai-Shek, pela facção direita e seu exército, após ter sido expulso do partido.

Os governos de Wuhan e Nanquim apenas se reunificariam após o Golpe de Wuhan e a expulsão dos membros do Partido Comunista da China do Partido Nacionalista, que em 1º de Agosto de 1927 passaram a se revoltar contra os nacionalistas e pretendiam formar um governo totalmente comunista na China, dando ínicio a Guerra Civil Chinesa. Em 1928, os nacionalistas capturaram a Manchúria e dissolveram o governo de Beiyang, encerrando os conflitos dos senhores da guerra, em um período próspero chamado de Década de Nanquim, que durou até 1937 com a Segunda Guerra Sino-Japonesa que durou até 1945. Os conflitos entre os comunistas e nacionalistas retornaram em 1946 de forma muito mais intensa, no que culminou com a derrota daqueles em Dezembro de 1949 após moverem o governo de Nanquim para Taipé e Mao Zedong, líder comunista, proclamar a República Popular da China.

## Origens
Desde o Século XVII, a China era um império absolutista, governado pela Dinastia Qing. Os Qings eram formados pela etnia Manchu, originários da região da Manchúria no nordeste da China; sua nobreza era baseada na familia Aisin Gioro e alguns poucos oficiais e líderes de etnia Han, principal da China e composta pela maior parte da população chinesa. Desde o final do século XVII, a legitimidade Dinastia Qing era contestada pelos chineses, como a Revolta dos Três Feudatórios em 1673, o que dava enfase ao Sentimento anti-Qing, compartilhado por uma boa parcela da população chinesa. A partir do século XIX, a situação da China Imperial foi agravada pelas derrotas militares frente às potências estrangeiras, como nas guerras do ópio, por exemplo, que levou muitos setores da classe média chinesa a proporem uma necessidade de reformas políticas que permitissem à China conseguir o desenvolvimento econômico e social que havia atingido as potências ocidentais e o Japão, especialmente, pois se tratava de um país asiático e que, como tal, muitos chineses viam como modelo a imitar. Como resposta, ocorreu a Reforma dos Cem Dias, que no entanto, não teve exito em sua proposta e não atingiu as expectativas após a imperatriz revogar as reformas; Até que os Qing deram inicio as Reformas Finais a partir de 1901. O Japão havia conseguido um desenvolvimento econômico destacado após a restauração Meiji, e muitos intelectuais defendiam a necessidade de que a China Imperial, empreendesse também reformas necessárias para se atingir um modelo de monarquia constitucional, mantendo-se assim a tradição imperial e, ao mesmo tempo, adotando um sistema político moderno, necessário para que a China pudesse acompanhar as revoluções industrial e tecnológica, saindo, dessa forma, de seu estado relativamente atrasado. Frente à estas correntes, outros reformadores mais radicais propunham, inclusive, a necessidade de dissolver a monarquia regida pela dinastia Qing, vista por muitos como uma dinastia "estrangeira", devido à sua origem manchu, e proclamar uma república. O ideólogo republicano mais importante dos últimos anos da dinastia Qing foi Sun Yat-sen, que já em 1895, depois de ter fundado a Sociedade para a Regeneração Chinesa (興中會, xīngzhōnghuì), tentou organizar uma revolução contra a dinastia Qing na cidade de Guangzhou. A revolta fracassou e Sun Yat-sen viu-se obrigado a fugir da China, num exílio que o levaria aos Estados Unidos e, posteriormente a Canadá, Europa e Japão. 

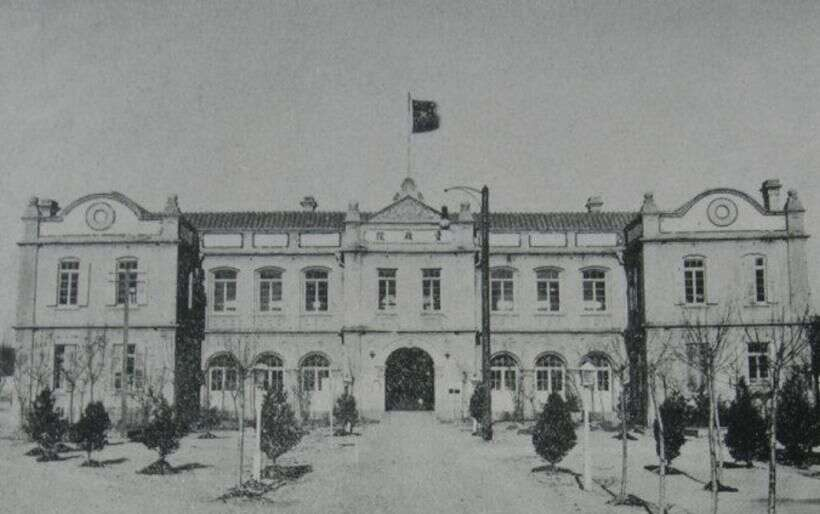
o Edifício de Zizhengyuan (imagem) iria servir como uma espécie de parlamento, e virou um simbolo das Reformas Finais

Apesar das reformas institucionais levadas a cabo pela dinastia Qing, o descontentamento com o sistema continuava a aumentar, tornando-se especialmente grave nos últimos anos do século XIX e na primeira década do Século XX, período em que a China sofreu ainda mais derrotas militares. Particularmente grave para a consciência chinesa foi a derrota na Primeira Guerra Sino-Japonesa, que terminou em 1895 com a assinatura do Tratado de Shimonoseki, no qual a China perdia a sua influência sobre a Coreia, que passava a ser um protetorado japonês, e perdia também a soberania sobre a ilha de Taiwan, convertida em território japonês. Este descontentamento crescente provocou o aumento do número de seguidores do movimento republicano de Sun Yat-sen, na época exilado no Japão, que havia unido sua Sociedade de Regeneração Chinesa com outras organizações secretas, formando assim a Sociedade da Aliança (同盟會, tóngménghuì). A Sociedade da Aliança havia sido fundada em Tóquio, Japão, em 1905, e já protagonizava sucessivas revoltas contra a Dinastia Qing, que terminariam todas em fracasso; Foi com esta organização que sun Yat-sen promoveu pela primeira vez seu pensamento tridemista sobre a criação de uma China forte e independente, que promovia o nacionalismo, o anti-imperialismo, Autodeterminação, Anticapitalismo e posteriormente o que se tornaria a Ideologia Socialista do Kuomintang, o Bem-estar Social e o Conservadorismo social.

## A Revolução Xinhai
Os acontecimentos que levaram à queda da dinastia Qing, é um período de Outubro 1911 a Janeiro de 1912 chamado Revolução Xinhai; Xīnhài (辛亥) é o nome do ano 1911 no calendário agrícola chinês tradicional, e a revolução que acabou com 2000 anos de história imperial desencadeou-se por uma explosão súbita, isto é, surpresa ou inesperada, na cidade de Hankou em 9 de outubro daquele ano. Hankou é uma das três cidades que constituem a tripla metrópole de Wuhan, na provincia de Hubei, um ponto estratégico no centro da China, e que possuía uma intensa atividade revolucionária clandestina, bem como um grande número de tropas do reformado Novo Exército Qing. Naquele 9 de outubro, um grupo de revolucionários encontrava-se a manipular explosivos que iam ser utilizados em atentados antimonárquicos, quando uma explosão inesperada provocou vários mortos e feridos. As tentativas de resgate dos feridos puseram as autoridades locais a par das actividades e das identidades de muitos implicados, e naquele mesmo dia levaram-se a cabo diversas execuções sumarias. No entanto, o exército Qing em Wuhan estava já infiltrado por muitos activistas republicanos que, depois do acidente, temiam ser descobertos; Estes decidiram lançar-se à ofensiva ao invés de esperar a reação das autoridades leais à corte Qing, e a 10 de outubro de 1911, o Oitavo Batalhão de Engenheiros de Wuchang se rebelou e toda Wuchang estava em mãos dos rebeldes. No dia seguinte, 11 de outubro, Hanyang, a terceira cidade de Wuhan, caiu em poder dos rebeldes, e a 12 de outubro ocorria o mesmo em Hankou. Desta maneira, em menos de três dias, Wuhan, a triple metrópole de Yangzi, estava em poder de um exército rebelde ao serviço da causa republicana, apesar da falta de organização do movimento. Na data do 10 de outubro, o "dobro 10" (雙十 / 双十 Shuāng Shí), converter-se-ia na festa nacional da República da China e, ainda hoje, se comemora como tal em Taiwan.

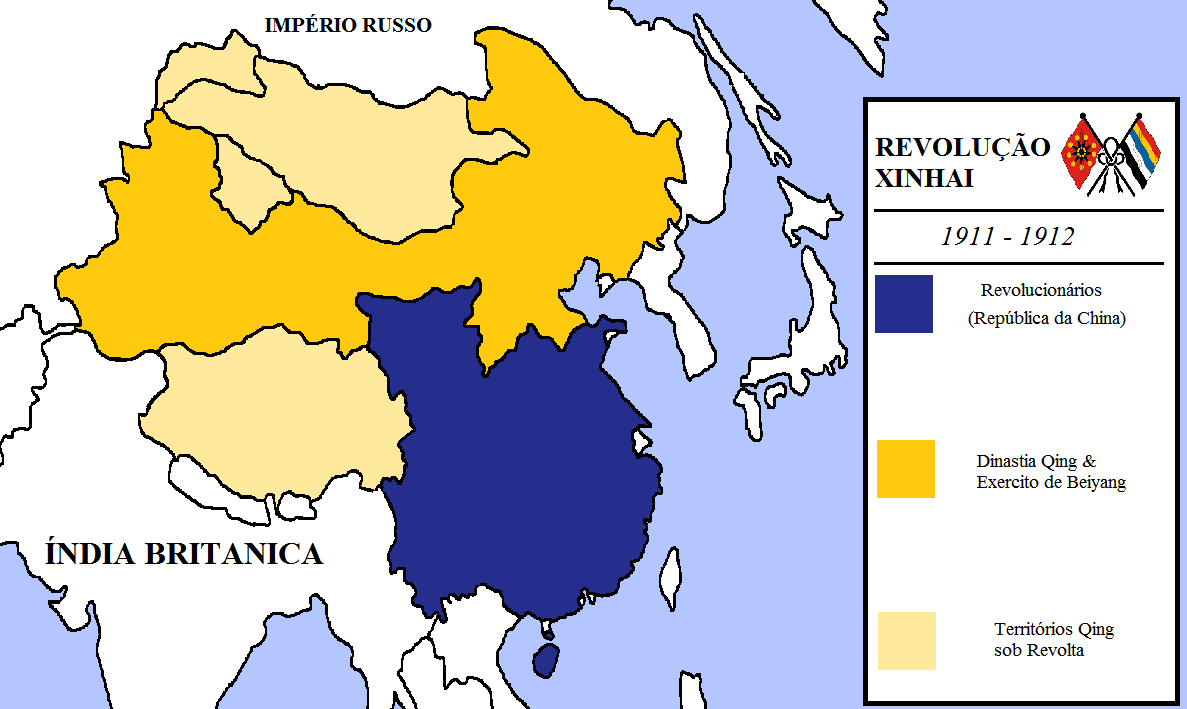
Mapa da Revolução Xinhai em Dezembro de 1911

A corte Qing reagiu reabilitando o poderoso militar Yuan Shikai, que gozava de um grande prestígio com seu Exército de Beiyang, um exército do norte com estilo ocidental, para organizar uma ofensiva contra os rebeldes. No entanto, a 22 de outubro, as tropas do Novo Exército nas províncias de Shaanxi e Hunan amotinaram-se e puseram-se do lado dos rebeldes de Wuhan. No final de Outubro, outras três províncias, Shanxi, Jiangxi e Yunnan, somavam-se também à rebelião. Enquanto a rebelião avançava, os altos comandos do exército exigiram à corte que aceitasse uma série de reclamações, as "doze reclamações", para reduzir o poder do imperador e estabelecer um sistema parlamentar. Entre essas reclamações estava a nomeação de um novo governo encabeçado por um primeiro-ministro. A debilitada corte manchu, consciente de que o poder se lhe escapava das mãos, aceitou todas estas reclamações, e Yuan Shikai foi nomeado primeiro-ministro do Império Qing. Estas reformas tentavam estabelecer uma monarquia constitucional na China que pudesse contentar aos conservadores e aos sectores reformistas, mas, apesar desta tentativa, a revolução continuou a avançar de forma imparável, seguida de um grande apoio popular. A 3 de novembro, a província de Jiangsu somava-se à rebelião republicana. Sichuan, a 22 de novembro e Shandong, a 12 de dezembro, uniam-se à lista das províncias rebeldes. Na capital de Jiangsu, Nanjing, ainda se mantinham tropas leais à governação imperial, que seriam derrotadas definitivamente a começos do mês de Dezembro.

Primeira bandeira da República da China, utilizada a partir de 1912

Em 2 de dezembro, a cidade de Nanquim (Nanjing) foi capturada pelos revolucionários. O Governo militar formado em Hubei e outras províncias revoltosas, se reuniriam para planejar a formação de um novo governo, em vista da desorganização que os territórios revolucionários estavam. Então ainda em Dezembro, foi formado em Nanquim um Governo Provisório que foi encabeçado após os lideres da sociedade da aliança após Sun Yat-sen ter passado pela Europa para receber apoios para a causa republicana. A sociedade da aliança, apesar de não ter iniciado ou controlado a revolta, enviou apoio (recebido de anos de coleta de fundos para a organização) e mandou Huang Xing para liderar o Exército Revolucionário. Em 29 de Dezembro de 1911, uma Assembléia formada pelos revolucionários e pela Sociedade da aliança, abriram uma eleição presidencial: As Eleições presidenciais provisórias chinesas de 1911 foi um marco na história da China, era a primeira vez que, ainda de forma indireta, os chefes de estado e de governo eram eleitos democraticamente sem uma hierarquia ou sucessão; As eleições, mediadas por Lin Sen, que servia como mediador da Assembléia, terminaram da seguinte forma:
| Presidente da China        | Presidente da China | Presidente da China |
| Candidatos                 | Votos               | Status              |
| -------------------------- | ------------------- | ------------------- |
| Sun Yat-sen (Tongmenghui)  | 94.12%              | Eleito              |
| Huang Xing (Tongmenghui)   | 5.88%               | Não eleito          |
| Li Yuanhong (independente) | 0.00%               | Não eleito          |
| Vice-presidente da China   |                     |                     |
| Candidatos                 | Votos               | Status              |
| Li Yuanhong (independente) | 100%                | Eleito              |
| Huang Xing (Tongmenghui)   | 0.00%               | Não eleito          |

## O Governo Provisório da República da China
Após as eleições, em 1º de janeiro de 1912, no primeiro dia do ano, seguindo a tradição chinesa, e a meia-noite, Sun Yat-sen, agora presidente da República da China - ainda que de forma provisória - proclamou a República da China a partir do seguinte discurso publico em Nanquim:
中华民国缔造之始，而文以不德，膺临时大总统之任，夙夜戒惧， 虑无以副国民之望。夫中 国专制政治之毒，至二百年来而滋甚，一旦以国民之力踣而去之，起事不过数旬，光复已十余 行省，自有历史以来，成功未有如是之速也。 国民以为于内无统一之机关，于外无对待之主 体，建设之事更不容缓，于是以组织临时政府之责相属。自推功让能之观念以言，文所不敢任 也；自服务尽责之观念以 言，则文所不敢辞也。是用黾勉从国民之后，能尽扫专制之流毒， 确定共和以达革命之宗旨，完国民之志愿，端在今日。敢披沥肝胆为国民告：国家之本在于人 民， 合汉、满、蒙、回、藏诸地为一国，即合汉、满、蒙、回、藏诸族为一人，是曰民族之 统一。
(Em Português:)
"Desde a fundação da República da China, eu, Wen, assumi com relutância o cargo de Secretário Provisório e de Presidente e permanecemos vigilantes dia e noite, sempre prontos a alertar em auxílio às esperanças dos nossos cidadãos. O veneno do autoritarismo chinês foi profundo ao longo dos últimos dois séculos, mas agora que oforça dos nossos cidadãos está a trabalhar para eliminá-lo, só demorou algumas semanas desde que estes acontecimentos ocorreram pela primeira vez e já restauramos cerca de dez províncias. Nunca na história tanta coisa foi alcançada com tanta velocidade. Alguns cidadãos acreditam que sem qualquer organização nacional unida ou qualquer grupo no estrangeiro para lidar com estes problemas, é ainda mais crucial que não haja atraso no estabelecimento [de um governo]; portanto, é nossa tarefa organizar um governo provisório. Em termos de ideias de meritocracia, eu não deveria assumir este cargo; em termos de ideias de serviço e responsabilidade, não me atrevo a renunciar a este cargo. Somente depois de ter trabalhado incansavelmente para servir o povo na remoção do veneno do autoritarismo, garantir que a república atenda aos princípios do revolução e cumprir os desejos dos nossos cidadãos, renunciarei à minha posição nesse dia. Nisso eu professo aos cidadãos que a raiz da nação está no povo. A terra dos Han, Manchus, Mongóis, Muçulmanos e os tibetanos são um só país;e assim, as nações Han, Manchus, Mongóis, Muçulmanas e Tibetanas são um só povo. Esta é uma raça unida."
O ano 1912 converter-se-ia para a China em ano 1 da república, adoptando o modelo ocidental de anos solares com semanas de sete dias, em lugar do sistema tradicional chinês de anos lunares com semanas de dez dias. Sun Yat-sen passava a ser o primeiro presidente da República da China; No entanto, Sun Yat-sen era consciente da debilidade militar da nova república. A maior parte do exército mantinha-se leal ao poder imperial de Pequim, e Yuan Shikai mantinha o seu poder e influência sobre o seu Exército de Beiyang, assentado no norte da China. Sun viu-se obrigado a negociar com Yuan Shikai, a quem ofereceu o cargo de presidente da república sob algumas condições. Yuan, pressionado por numerosos sectores do exército, favoráveis a reconhecer a nova ordem republicana, aceitou, e forçou a abdicação do imperador menino Puyi, ocorrida finalmente a 12 de fevereiro de 1912. Yuan Shikai então assumiu a presidência formal da China em Março de 1912, sob a condição de não mover a capital (situada em Nanquim) e respeitar a constituição promulgada naquele mesmo mês. Yuan aceitou e a República da China passou a ser um sistema hibrido entre Presidencialismo e o Sistema Westminster; a razão dessa mudança é que inicialmente o governo seria presidencialista, mas quando Yuan assumiu, ele foi rapidamente mudado para um sistema que o presidente detesse menos poderes, com medo de que Shikai atentasse a nova república.

## A Primeira República Chinesa

### O Governo de Yuan Shikai

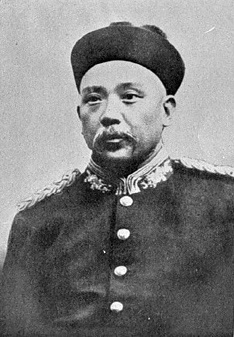
Yuan Shikai

Sun Yat-sen havia acedido a ceder a presidência a Yuan Shikai de maneira temporária. A constituição provisória promulgada em março de 1912 estipulava a formação de um sistema parlamentar e a celebração de eleições parlamentares e presidenciais no prazo de dez meses.  Com o fim de participar nas eleições parlamentares, a Sociedade da Aliança de Sun Yat-sen converteu-se num partido político com o nome de Partido Nacional Popular, Guómíndǎng (國民黨 / 国民党), mais conhecido no Ocidente pela transcrição Wade-Giles: "Kuomintang" (KMT), literalmente traduzido como Partido Nacionalista da China. Sun Yat-sen delegou os labores da organização do partido no seu jovem colaborador Song Jiaoren, que então contava com trinta anos de idade. Em Dezembro de 1912, se iniciavam as Eleições para a Assembleia Nacional Chinesa de 1912, onde pela primeira vez, de fato, o povo da China pode eleger cargos públicos: de 400 milhões de chineses, pelo menos, 42,933,992 votos foram contabilizados, mesmo não sendo a expectativa do agora Partido Nacionalista que pretendia atingir um estado de bem-estar social e inclusão. dos eleitores, estavam homens com mais de 21 anos e com um verdadeiro nível de educação e de riquez; mesmo não tendo o publico do Partido Nacionalista, eles conseguiram, surpreendentemente, excelentes resultados, com 269 das 596 cadeiras da câmara baixa, e 123 das 274 cadeiras do Senado para os seus candidatos.
De acordo com a constituição provisória, Yuan Shikai devia demitir-se para convocar as eleições presidenciais, e o Partido nacionalista, maior da assembleia nacional, desejava afastar do poder a Yuan. No entanto, este não estava disposto a deixar o poder. Song Jiaoren foi assassinado em Shanghai em março de 1913, pouco antes de partir a Pequim para ocupar o seu assento no parlamento. As tropas leais a Yuan Shikai lançaram-se em combates contra facções do exército leais ao partido nacionalista. Finalmente, as forças de Yuan Shikai derrotaram as forças nacionalistas, e Yuan obrigou o parlamento a nomeá-lo presidente por cinco anos, depois do qual ordenou a dissolução do partido e a expulsão dos seus membros do parlamento. No final de Novembro, sun Yat-sen declarou a Segunda Revolução e acabou sendo exilado para o Japão junto de seus aliados. Em Janeiro de 1914, Yuan Shikai dissolveu o parlamento e nomeou em seu lugar uma assembleia de 66 membros, que foi responsável de elaborar uma constituição que delegava todo o poder nas mãos do próprio Yuan. Convertido já em ditador da China, Shikai tentou lançar uma ambiciosa campanha de reformas para modernizar a economia chinesa. Estas reformas abarcavam numerosos âmbitos, tais como o sistema judicial, a educação, a moeda ou o sistema penitenciário. A pressão das potências ocidentais sobre a China diminuiu devido ao início da Primeira Guerra Mundial na Europa, a qual aliviou o regime chinês da sempre espinhosa política internacional.

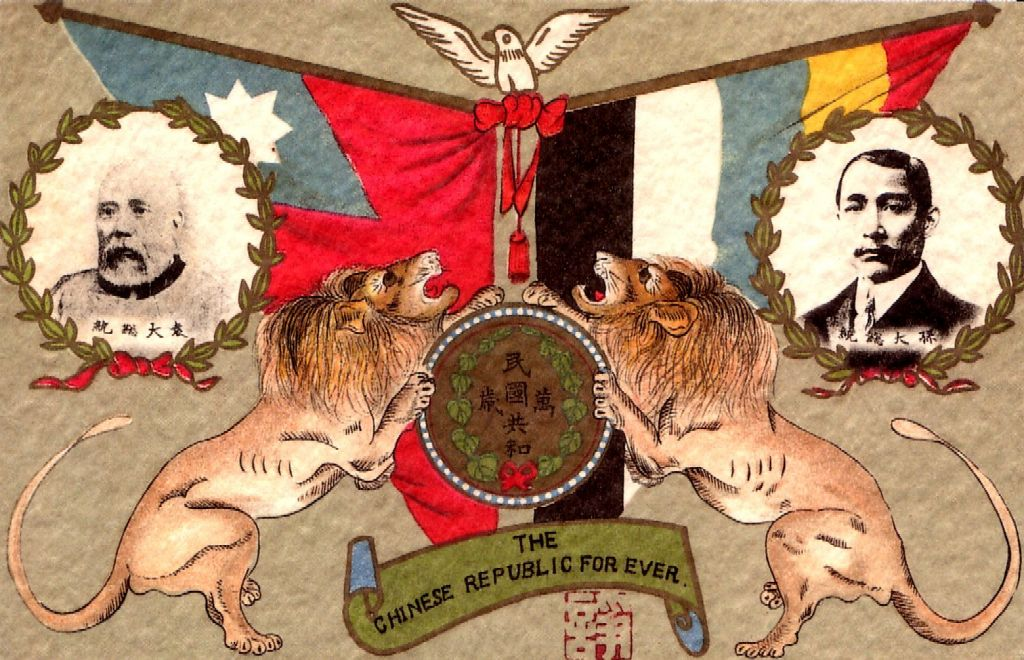
Cartaz comemorativo do Presidente permanente da República de Chinesa Yuan Shikai e do Presidente provisório da República Sun Yat-sen

No entanto, as ambições japonesas sobre o território chinês começaram-se a notar nessa época. Os japoneses, como aliados do Reino Unido, estavam tecnicamente em guerra com Alemanha, e aproveitaram essa situação para atacar as concessões alemãs na província de Shandong. Em Janeiro de 1915, Japão fez públicas uma série de reivindicações, conhecidas como as Vinte-e-uma Reclamações, que exigiam à China a concessão de todo tipo de privilégios comerciais ao Japão. A agressividade japonesa provocou numerosas manifestações na China, mas Yuan Shikai, dado o estado precário das contas do estado, necessitadas de injecções de capital estrangeiro, teve de ceder a grande parte das pretensões japonesas. O estilo de governação de Yuan Shikai evoluiu para modelos cada vez mais autoritários, imitando em muitos aspectos a maneira de governar dos imperadores Qing, e adoptando inclusive os rituais religiosos daqueles. Em 1915, Yuan deu o passo definitivo; Apelando a um suposto desejo popular, fez que uma Assembleia representativa nomeada por ele mesmo votasse a favor da Proclamação do Império da China por unanimidade. A 1º de janeiro de 1916, Yuan subia ao trono como novo imperador chinês. Como nome de seu reinado adoptou o de Hongxian ("Abundância constitucional"). A restauração monárquica foi muito mal recebida inclusive por alguns de seus colaboradores mais próximos. Os líderes militares de várias províncias negaram o reconhecimento ao novo imperador, e os protestos sucediam-se por todo o país; alé disso, os nacionalistas promoveram e cooperaram para a Guerra de Proteção Nacional, que ficou conhecida como "guerra contra a Monarquia". Consciente da sua impopularidade, Yuan Shikai abolia a monarquia em Março desse mesmo ano, menos de três meses após a sua subida ao trono, e renunciava ao poder. Humilhado e abandonado por seus seguidores, Yuan Shikai morria pouco depois, em 6 de junho de 1916, doente de urémia.

### O Governo dos Senhores da Guerra

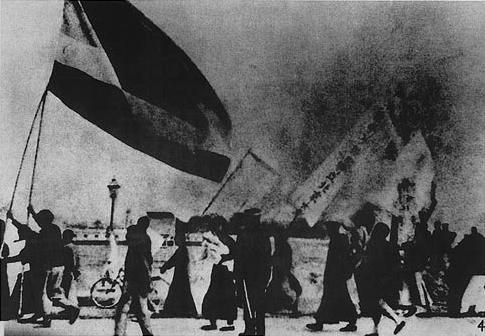
Estudantes reunidos em Pequim durante o Movimento Quatro de Maio

#### A Fundação do Partido Comunista da China e a Reorganização do Partido Nacionalista da China
Depois do desastre das tentativas de restauração imperial em Pequim, e após a morte de Yuan Shikai, seu exército, o Exército de Beiyang, se desmembrou em facções menores, as famosas camarilhas, que controlavam províncias inteiras e viviam em conflitos armados entre sí. Estes generais que vivam em um periodo intenso de guerra civil, agora controlavam o governo chinês, a partir da captura da capital, em um periodo histórico da china conhecido como a Era dos senhores da guerra. A fragilidade do Governo dos Senhores da guerra, ou chamado apenas de governo de Beiyang, viu-se agravada no final da Primeira Guerra Mundial pelas cedências econômicas e territoriais feitas ao Japão, que asseguravam o controle das concessões, até então alemãs, na costa de Shandong. Estes privilégios outorgados ao Japão foram uma surpresa para a maior parte dos chineses, inclusive do governo, que ignoravam os acordos que o governo de Duan Qirui, no poder até Outubro de 1918, havia acordado com os japoneses. Ao contrário do esperado pela opinião pública chinesa, que via na derrota alemã na Grande Guerra a oportunidade de acabar com as cedências injustas de direitos comerciais aos alemães, o Tratado de Versalhes simplesmente confirmou a transferência dos direitos alemães ao Japão. Estes factos provocaram um grande descontentamento no país, que atingiria a sua máxima expressão nos protestos multitudinários em Pequim a 4 de maio de 1919. Paradoxalmente, esta etapa de crise política e social foi, no entanto, uma etapa de grande actividade intelectual e literária. Precisamente os protestos de 4 de maio de 1919 deram nome ao chamado Movimento Quatro de Maio, como são conhecidas as novas tendências de pensamento político e de expressão literária que floresceram nestes anos. Entre os pensadores mais destacados do movimento encontrava-se Chen Duxiu, professor da Universidade de Pequim que fundou a revista Nova Juventude, na qual publicar-se-iam alguns dos artigos mais influentes sobre o pensamento chinês nestes anos de mudança. Chen Duxiu, junto ao seu estreito colaborador Li Dazhao, seria o principal responsável da fundação do Partido Comunista da China (PCCh), formalmente fundado em Shanghai em Julho de 1921 com o apoio financeiro da União Soviética através do Komintern ou "Terça Internacional", a organização patrocinada pela União Soviética para difundir o comunismo no mundo, no entanto, a maior parte de seu nucleo era composto por simpatizantes de sun Yat-sen e tinha maior noção e ideologia socialista baseada nos Três Princípios do Povo e na Ideologia socialista do Kuomintang.
Outro dos pensadores mais destacados desta etapa foi o professor de filosofia da Universidade de Pequim Hu Shih, autor de um artigo publicado na Nova Juventude no qual advogava por reformar a língua escrita chinesa para utilizar formas baseadas na língua vernácula e não, como se fazia até então, na língua clássica, totalmente diferente da linguagem comum falada. O movimento de reforma da língua escrita seria apoiado por escritores como Lu Xun, que adoptaram o estilo vernácular e formas narrativas de origem ocidental em suas obras. No plano político, além da fundação do PCCh sob a tutela do KMT, com Chen Duxiu como secretário geral, a etapa de caos que se seguiu à perda de poder de Yuan Shikai permitiu a Sun Yat-sen regressar à China, estabelecendo-se na cidade de Guangzhou (no sul da China) graças ao apoio de Chen Yongming, o senhor da guerra que controlava Guangdong e Guangxi. Em 1917, em Guangzhou, Sun Yat-sen havia fundado a Junta de Proteção Constitucional que evoluiu em 1921, com a fundação do PCCh, para o Governo da República da China em Guangzhou.

#### Os Conflitos dos Senhores da Guerra
Se aproveitando da instabilidade politica entre os senhores da guerra, em 1917 acontece a tentativa de restauração da dinastia Qing, liderada pelo general monarquista Zhang Xun, no entanto o golpe foi reprimido pelas forças republicanas em apenas alguns dias após a restauração ao trono de Pu Yi. Enquanto isso no Governo de Beiyang, em Julho de 1920 as forças da Camarilha de Zhili lideradas por Cao Kun e Wu Peifu se juntaram a Camarilha de Fengtian do general Zhang Zuolin da Manchúria (nordeste da China) para enfraquecer e destruir a Camarilha de Anhui do comandante Duan Qirui a partir de uma denuncia conhecida como Telegrama Paoting-fu. A Guerra durou entre os dias 14 de Julho até 23 de Julho quando Duan Quriu foi forçado a renunciar suas posições e a Camarilha de Anhui foi dissolvida. Após este conflito, os grupos de Zhili e Fengtian tiveram dois conflitos, o primeiro de 1922 que durou de Abril daquele ano até Julho e terminou com uma vitória Zhili e os Fengtian perderam temporariamente sua influencia sobre o governo; um segundo confronto em 1924 ocorreu entre os Zhili e Fengtian novamente. As duas principais facções do país agora disputavam sobre o controle de Xangai, o principal porto e cidade da China, a guerra durou entre Setembro até o final daquele ano de 1924. Entretanto, a guerra acabou devido a um golpe de estado em Outubro de 1924 que derrubou Cao Kun da presidência, liderado por Feng Yuxiang, que com apoio do Império do Japão, enfraqueceu a camarilha Zhili e deu o poder definitivo do governo de Beiyang para os Fengtian da Manchuria. O Motivo, alegado, para o apoio japonês é de que eles possuiam interesses sobre a Manchuria controlada pelos Fengtian, que por sí só possuiam laços e relações com o Japão. A Ultima guerra em larga escala na China por causa dos senhores da guerra foi a chamada Guerra Anti-Fengtian ou apenas Terceira guerra Zhili Fengtian. Com apoio da União Soviética, Feng Yuxiang sob o comando do Guominjun (Exército do Noroeste) atacou os Fengtian e Zhili em Novembro de 1925.
| Conflitos                      | Participantes                                           | Desfecho                | Duração        |
| ------------------------------ | ------------------------------------------------------- | ----------------------- | -------------- |
| Restauração Manchu             | - Zhang Xun - Governo central                           | Vitória Republicana     | 1917 (12 dias) |
| Guerra Zhili-Anhui             | - Aliança entre Cao Kun e Zhang Zuolin - Duan Qirui     | Vitória Aliada          | 1920 (9 dias)  |
| Guerra Guangdong-Guangxi       | - Sun Yat-sen (Partido Nacionalista, KMT) - Lu Rongting | Vitória Revolucionária  | 1920 - 1922    |
| Primeira Guerra Zhili-Fengtian | - Wu Peifu - Zhang Zuolin                               | Vitória de Wu Peifu     | 1922           |
| Segunda Guerra Zhili-Fengtian  | - Wu Peifu - Zhang Zuolin                               | Vitória de Zhang Zuolin | 1924           |

## A Transição para a Segunda República

### A Situação dos Partidos Nacionalista e Comunista
Depois do seu regresso à China em 1916, Sun Yat-sen transformou o Partido nacionalista da China em um partido constituído em torno da sua figura por vínculos de lealdade pessoal, baseado na revolução e seu aprofundamento no sentimento anticapitalista e favorecimento a o anti-imperialismo, causando diversos confrontos com posições europeias na China. Depois de estabelecer-se em Guangzhou em 1917 e conseguir formar um governo que aspirava a unificar China em 1921, Sun recorreu à ajuda militar e económica da Komintern, que via no movimento revolucionário de Sun Yat-sen, apesar de não ser de ideologia comunista, a capacidade de lançar uma revolução de estilo soviético. Por isso, e apesar das reticências de Chen Duxiu, a Komintern, representada na China pelo seu agente Borodín (pseudónimo de Mijaíl Gruzenberg), instou o ainda muito débil Partido Comunista da China a colaborar com o Kuomintang. De fato, o Partido comunista da China já estava sob tutela Nacionalista desde sua fundação em 1921, mas eles precisavam criar uma identidade e entidade própria, já que após a morte de Vladmir Lenin, a Revolução Chinesa se tornou desinteressante para a gestão Stalin devido a questões econômicas após a Guerra Civil Russa e o inicio do Plano Quinquenal na URSS, com o Partido comunista conseguindo recursos soviéticos através do Partido Nacionalista, que repassavam-os, ou de formas clandestinas. Como resultado desta colaboração entre os nacionalistas e comunistas que se tornou formal, de jure, a partir de 1923, na Academia Militar de Whampoa foi fundada, para construir um novo exército revolucionário, compartilhado tanto pelos nacionalistas quanto pelos comunistas, sendo o que se tornaria o Exército Nacional Revolucionário Chinês, que contou com a ingressão de partidários leais a Sun Yat-sen e membros do Partido Comunista da China em geral, como Zhou Enlai, recém-chegado de França, que ocupou o cargo de director do departamento político. O primeiro comandante da Academia, no entanto, era Chiang Kai-shek, um jovem natural da província de Anhui, e muito próximo de Sun Yat-sen, que mais adiante caracterizar-se-ia pelo seu fervente anticomunismo e seus métodos considerados agressivos de resolução de problemas, criticado por Sun Yat-sen. Precisamente esta rivalidade entre os leais da ala nacionalista do Kuomintang e comunistas contra a nova ala aspirante a um conservadorismo mais radical, que tentavam atrair adeptos entre os militantes do KMT, eclodiria em uma rivalidade de longa data entre as facções do Partido Nacionalista da China. Em Março de 1924, o Partido Nacionalista organizou seu primeiro congresso que teve como participantes também, membros do Partido Comunista. O congresso foi fundamental para formar a ideologia dos partidos e seus objetivos em relação a situação da China e também se discutiu sobre a criação do Exército Revolucionário.

### A Morte de Sun Yat-sen
Em Outubro de 1924, um golpe de estado em Pequim havia arrebatado o controle da capital ao poderoso senhor da guerra Wu Peifu, acérrimo inimigo tanto do KMT de Sun Yat-sen como dos comunistas de Chen Duxiu. Depois do golpe de estado, a capital passou a estar controlada pelo rival de Wu, Zhang Zuolin, o senhor da guerra que dominava a Manchúria, e com quem Sun Yat-sen acreditava que poderia chegar a um acordo. Duan Qirui assumiu o cargo de Presidente provisório da República em Pequim e convocou uma conferência para a reunificação nacional, para a qual convidou Sun Yat-sen, na sua qualidade de Presidente do governo revolucionário instalado em Guangzhou. Na sua viagem ao norte, Sun passou por Shanghai e, antes de ir a Pequim, dirigiu-se ao Japão, onde caiu gravemente doente. Sun Yat-sen voltou à China e instalou-se em Pequim, onde recebeu atenção médica. Ao ser operado em Janeiro de 1925, os médicos descobriram que padecia de um cancro do fígado terminal, contra o que não puderam fazer nada. Sun Yat-sen faleceu em Pequim o 12 de março de 1925. A inesperada morte de Sun deixou o KMT sem liderança, desencadeando uma rivalidade entre Wang Jingwei e Chiang Kai-shek. Chiang Kai-Shek foi apontado como líder do partido após o 2.º Congresso Nacional do Kuomintang, mas, apesar desta crise de liderança, a brutalidade de muitos dos senhores da guerra, unida ao descontentamento chinês com a presença estrangeira, fez crescer o apoio popular do movimento revolucionário liderado pelo KMT. O descontentamento com as concessões às potências estrangeiras atingiu um momento especialmente grave a 30 de maio de 1925, quando soldados chineses e sikhs do destacamento britânico em Shanghai abriram fogo contra trabalhadores que se manifestavam na rua, provocando a morte de onze manifestantes. Este incidente provocou numerosos protestos na China e aumentou o prestígio do Partido nacionalista e do comunista, o qual muitos viam como os únicos movimentos capazes de reunificar o país.

### A Desassociação dos Comunistas e Nacionalistas

Segunda bandeira da República da China, utilizada desde 1925 pelos nacionalistas.

Apesar da situação, a tensão entre os nacionalistas de direita e os de esquerdas, além dos comunistas, continuava a crescer, e atingiu um momento crítico em 20 de março de 1926, com o Incidente do Zhongshan, um navio de guerra comandado por um militar comunista que apareceu em frente à Ilha de Whampoa e que Chiang Kai-shek interpretou como uma tentativa de ataque, pelo qual deteve o capitão do barco e outros comunistas e pôs Guangzhou sob estado de emergência. O homem da Komintern, Borodin, tentou manter a frágil aliança entre os comunistas e Chiang Kai-shek que, cada vez mais fortalecido como novo líder do KMT, decidiu lançar a ofensiva militar para reunificar a China sob a governação revolucionária. Esta ofensiva militar, conhecida como a Expedição do Norte, lançou-se oficialmente a 1 de julho de 1926. As tropas comandadas por Chiang Kai-shek avançaram para o norte e a 11 de julho já tinham tomado a cidade de Changsha. Seguindo o seu avanço pelo corredor ferroviário entre Guangzhou e o norte, o exército revolucionário enfrentou-se a uma dura batalha pelo controle de Wuhan. Os militares que controlavam esta cidade, leais a Wu Peifu, montaram uma forte resistência, mas finalmente a 10 de outubro de 1926, no décimo quinto aniversário do Levantamento de Wuchang, a tríplice metrópole caía em mãos das forças de Chiang Kai-shek.
A Capital do Governo da república da China foi alocado de Guangzhou para Wuhan em Setembro de 1926. A cidade de Nanquim caiu no seguinte, em Abril de 1927; quando Chiang Kai-Shek orquestrou o conturbado episódio do Massacre de Xangai, quando vários comunistas e esquerdistas do KMT foram mortos por, supostamente, desobedecer ordens de Kai-Shek em relação a captura da cidade de Xangai. Este episódio fez com que a rivalidade entre as alas se aprofunda-se, até que Chaing Kai-Shek foi expulso do Partido Nacionalista; entretanto, este criou em Nanquim um governo paralelo com apoio de seus aliados. Este confronto ficou conhecido como Divisão Nanjing-Wuhan e se baseava nos territórios conquistados pelos nacionalistas e comunistas, dividimos por duas forças, o Governo Nacional de Wuhan que era administrado por Wang Jingwei e tinha apoio do Partido comunista da China. enquanto Chiang Kai-shek administrava o Governo Nacional da República da China em Nanquim. Esta divisão acabou em 1927 após o Golpe de Wuhan, onde ocorreu novamente um expurgo em massa de comunistas, que após a queda do partido para Chiang Kai-Shek se desassociou dele e reeinvindincou a revolução chinesa idealizada por Sun Yat-sen, a partir de 1º de Agosto de 1927, quando ocorre a Revolta de Nanchang, o inicio da Guerra Civil Chinesa.

## A Segunda República

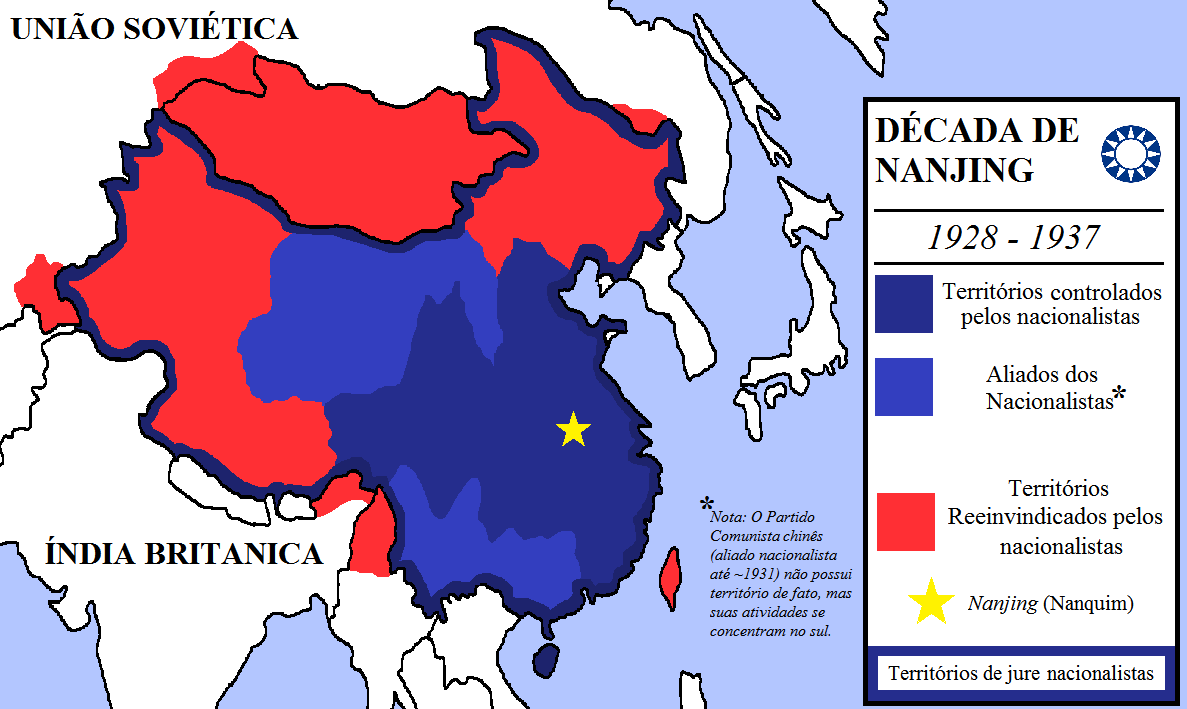
Mapa Geopolitico da China entre 1928 e 1937

Em 4 de junho de 1928, um atentado em Mukden, actual Shenyang, acabava com a vida de Zhang Zuolin, o último senhor da guerra importante que, com apoio japonês, tentava manter a sua base de poder na Manchúria. O seu sucessor, o seu filho Zhang Xueliang, reconheceria finalmente a soberania da governação de Nanjing. Desta maneira, as partes centrais e orientais da China ficavam unificadas sob o poder da República da China com capital em Nanjing. Já só as zonas escassamente povoadas do oeste e o norte permaneciam sob o controle de dirigentes locais. A governação republicana tentaria nos anos seguintes consolidar o seu poder e promover o crescimento econômico e a modernização que a China precisava. Formalmente, neste ponto, o Governo Nacional da República da China já controlava de fato o governo de 1912, com a capital em Pequim sendo dissolvida e a Assembleia Nacional trazida novamente para Nanquim.
Apesar da debilidade do Partido Comunista, perseguido pelo novo regime republicano de Nanjing, alguns membros deste partido conseguiram estabelecer um embrião do sistema comunista em várias partes da China rural. Uma das mais importantes destas regiões sob controle comunista seria o chamado "Soviete de Jiangxi", na província desse nome no sul da China, onde Mao Zedong, membro do Partido Comunista que havia sido amplamente criticado pelos dirigentes do partido, estabeleceu um sistema comunista. A partir da cidade de Ruijin, Mao dirigia o Sóviet de Jiangxi com uma ideologia marxista-leninista que antepunha o papel dos camponeses na revolução ao das classes urbanas. Em Ruijin, chegaram-se a emitir selos da República Soviética da China, o estado comunista ambicionado por Mao. O Sóviet de Jiangxi existiria durante vários anos até que a 16 de outubro de 1934, ante a prevista invasão das tropas do regime de Nanjing, os comunistas se viram obrigados a fugir da zona. Perseguidos pelo exército de Chiang Kai-shek, os dirigentes do Partido Comunista empreenderam a chamada Longa Marcha, o périplo pela China interior que levaria os leais ao Partido Comunista a fugir desde Jiangxi e outras zonas sob seu controle até a província de Shaanxi no norte.
Durante a Longa Marcha, Mao, depois de uma histórica reunião na cidade de Zunyi, província de Guizhou, conseguiu alcançar a liderança do partido, marginando Wang Ming, o líder que contava com o apoio da União Soviética. A Longa Marcha terminaria em 20 de outubro de 1935, quando cerca de uma décima parte dos homens que saíram de Ruijin com Mao atingiram a zona de Shaanxi controlada pela guerrilha comunista no norte. A perseguição do KMT havia conseguido encurralar aparentemente o Partido Comunista, mas o governo de Nanjing enfrentava-se a uma outra ameaça ainda mais perigosa que os insurgentes comunistas: o avanço dos japoneses. Desde os tratados de Shimonoseki e Versalhes, o Império do Japão havia aumentado as suas zonas de influência sobre territórios anteriormente chineses, e mantinha uma presença militar na Manchúria e em Shandong para defender os seus interesses. A partir do Incidente de Mukden, a 18 de setembro de 1931, quando se produziram umas explosões na linha-férrea à entrada dessa cidade (actual Shenyang), os japoneses aumentaram a sua pressão sobre a China ao estabelecer um estado fantoche, Manchukuo, na Manchúria. Para isso, numa tentativa de dar uma fachada de legitimidade a este estado fantoche, ofereceram a Puyi, o último imperador chinês, o restabelecimento do seu trono na Manchúria, como imperador de um novo império Qing. Puyi aceitou a oferta japonesa e deslocou-se desde Tianjin para subir ao trono na cidade manchu de Changchun, renomeada como Xinjing ("nova capital").

## A Segunda Guerra Sino-Japonesa
A tensão entre o Império do Japão e a China, que não reconhecia a independência de Manchukuo, levaria a uma guerra aberta a 7 de julho de 1937, quando o exército japonês, depois de algumas escaramuças com o exército chinês no norte, iniciou a invasão da China.
A guerra com o Japão, que se lançou à invasão da China como parte dos seus planos expansionistas na Ásia durante a Segunda Guerra Mundial, pôs fim às tentativas de Chiang Kai-shek de unificar o país. Ante o avanço japonês, o governo do Kuomintang viu-se obrigado a abandonar a capital Nanjing, retirando-se para o interior, primeiro para a cidade de Wuhan e, depois, para a cidade interior de Chongqing, lugar remoto desde o qual parecia difícil levar a cabo uma contra-ofensiva.

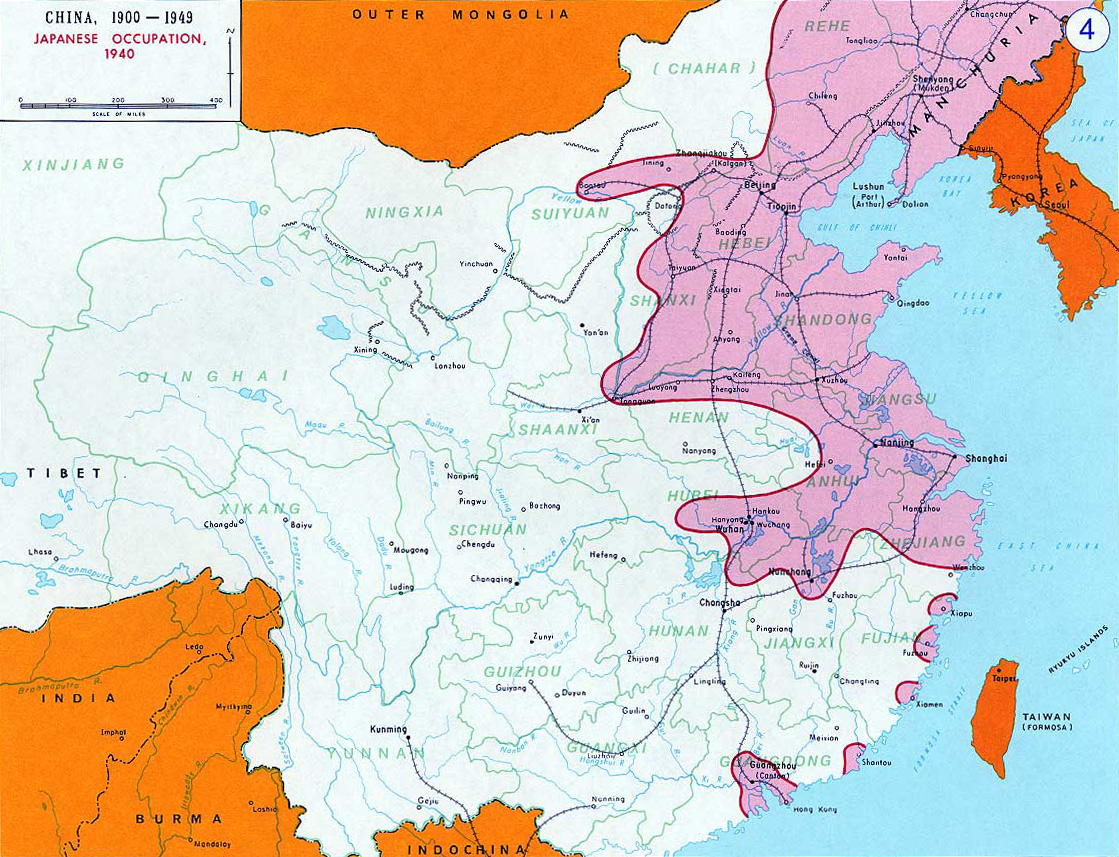
Mapa com o território chinês ocupado pelo Japão em 1940 em violeta

O exército japonês ocupou a maior parte da faixa costeira oriental da China, controlando os principais centros de produção económica. Ao regime fantoche de Manchukuo somaram-se outros três regimes fantoches, um na Mongólia Interior, que os japoneses queriam separar da China como haviam feito com Taiwan e com a Manchúria, e outros dois regimes similares em Pequim e Nanjing. Nesta última cidade, ocupada pelo exército japonês a 13 de dezembro de 1937, desencadeou-se uma campanha de extraordinária violência contra a população civil - o chamado Massacre de Nanjing,  no qual morreram milhares de pessoas.
A invasão japonesa supôs também o final da perseguição que o governo do KMT havia submetido ao Partido Comunista Chinês. O estado de crise nacional forçou a colaboração entre o KMT e o Partido Comunista. Ainda que Chiang Kai-shek era a princípio contrário a esta colaboração com o Partido Comunista, teve de a aceitar devido ao incidente de Xi'an, quando o marechal Zhang Xueliang, militar favorável a uma aliança entre o KMT e o Partido Comunista que controlava a região de Shaanxi, deteve a Chiang Kai-shek em Xi'an, mantendo-o prisioneiro até que aceitou o estabelecimento de uma frente comum entre o KMT e o Partido Comunista para se defender frente à agressão japonesa.
A invasão japonesa permitiu assim ao Partido Comunista reagrupar-se na sua base nortenha de Yan'an, cidade desde a qual controlava uma parte de Shaanxi e da Mongólia Interior, bem como a totalidade de Gansu e Ningxia. Muitos intelectuais favoráveis ao Partido Comunista, como a escritora Ding Ling, uniram-se aos comunistas em Yan'an, enquanto o regime debilitado de Chiang Kai-shek mantinha um controle ténue sobre o sul da China desde a capital provisória de Chongqing.
A entrada dos Estados Unidos na Segunda Guerra Mundial travou o avanço japonês na China. Além disso, a rendição da Alemanha em Maio de 1945 permitiu ao vitorioso Exército Vermelho soviético intervir na Manchúria a 8 de agosto desse ano, dois dias após a bomba atómica lançada pelos Estados Unidos sobre a cidade japonesa de Hiroshima e um dia antes da bomba sobre Nagasaki, que forçaria a rendição japonesa e a sua retirada da Ásia continental.
O final da guerra supôs a saída definitiva do Japão do território chinês. Manchúria, Taiwan e as zonas ocupadas durante a Segunda Guerra Sino-Japonesa voltavam a estar sob soberania nominal chinesa, e Chiang Kai-shek restabelecia a governação de Nanjing. No entanto, as forças comunistas de Yan'an, muito fortalecidas pelos anos de guerra e pela intervenção soviética na Manchúria, aumentavam o seu controle sobre numerosas zonas da China rural. A saída dos japoneses abria caminho assim a uma guerra civil aberta entre o KMT de Chiang Kai-shek e os comunistas de Mao Zedong.

## A guerra civil
Apesar das tentativas de mediação dos Estados Unidos e da União Soviética, a tensão entre o KMT e o Partido Comunista continuou a aumentar após a derrota japonesa. Nenhuma das duas partes queria ceder nos seus princípios fundamentais, especialmente os comunistas, que haviam garantido o controle do norte do país. A trégua entre os dois lados rompeu-se na Primavera de 1946, quando se retomaram os combates.
Apesar de o governo do KMT dominar a maior parte das cidades, o controle que o Partido Comunista tinha sobre o campo e as suas vitórias militares na Manchúria, acabariam sendo decisivas para a vitória final destes últimos.
O governo de Nanjing tentou melhorar a sua imagem mediante reformas políticas e económicas. Ainda que as reformas políticas tiveram certo sucesso, com a aprovação de uma nova constituição em 1947 (que segue em vigor até hoje em Taiwan), e a celebração de eleições, a política económica não foi capaz de controlar a hiperinflação descontrolada, que aumentou o descrédito do governo de Chiang Kai-shek, quem por sua vez havia assumido o cargo de presidente. Entretanto os comunistas aumentavam o território sob o seu controlo.

A retirada dos nacionalistas após a perda de Nanjing, passando por Guangzhou e Chongqing, até chegar a Taipei

A partir do norte, os comunistas iniciaram o avanço para o sul. Em 1948, controlavam a cidade de Harbin no extremo norte e quase todas as zonas rurais da Manchúria, onde só Changchun e Mukden se mantinham em mãos do governo de Nanjing. Nesse ano, os comunistas passaram das tácticas de guerrilha à guerra aberta, tomando várias cidades importantes, como Kaifeng e Jinan. Em Janeiro de 1949, o exército comunista entrou em Tianjin e em Pequim. Nesta última cidade, as tropas comunistas entraram sem violência a 31 de janeiro de 1949. Sob o controle comunista, Pequim recuperou o seu nome tradicional (Beijing, capital do norte, em substituição do nome Beiping, paz do norte, utilizado desde 1928), sinal de que os comunistas pretendiam estabelecer ali a capital do novo regime.
Apesar da ajuda económica e material, mas não militar, dos Estados Unidos, o exército da República, cada vez mais desmoralizado, estava destinado à derrota. Ao longo de 1949, os avanços comunistas obrigaram o governo de Nanjing a deslocar-se para o sul. A 5 de fevereiro a capital translada-se a Guangzhou, e a 26 de maio Chiang desloca-se para Taiwan, lugar seguro desde o qual tenta organizar a contra-ofensiva. Em Janeiro de 1949, Chiang, centrado nas actividades militares, havia já cedido a presidência da República a Li Zongren.
A 1 de outubro de 1949, Mao Zedong proclama na Praça de Tian'anmen de Pequim a República Popular da China. Chiang volta ao continente para tentar organizar a defesa das poucas cidades ainda controladas pelos nacionalistas. A capital provisória passa para Chongqing a 15 de outubro e, finalmente, a Chengdu a 29 de novembro. Chiang Kai-shek participa na defesa desta cidade até que em 10 de dezembro abandona esta cidade, junto a seu filho Chiang Ching-kuo, num avião com rumo a Taiwan. A queda de Chengdu supunha a vitória definitiva dos comunistas no continente.
Enquanto Chiang Kai-shek restabelecia a governação da República da China em Taipei, o seu inimigo acérrimo Mao Zedong convertia-se no líder da nova República Popular Chinesa.